# 大韩每日申报
《大韩每日申报》（：／ Daehan Maeil Sinbo）是大韩帝国时期的一份报纸，以韩文和英文出版，为现今《首尔新闻》的前身。

## 历史
1904年7月，英国人欧内斯特·贝赛尔（韩文名裴说）与韩国独立运动家梁起铎共同创办了《大韩每日申报》。该报积极宣传爱国主张，反对日本侵略朝鲜，许多抗日人士如朴殷植、申采浩等都曾在该报发表文章。1905年，《大韩每日申报》的英文版《The Korea Daily News》开始发行。
1910年，日本吞并朝鲜半岛，《大韩每日申报》被朝鲜总督府并购，改名《每日申报》。